# Lotos (poemat Jerzego Żuławskiego)
Lotos – poemat młodopolskiego poety Jerzego Żuławskiego. Utwór został zededykowany Stanisławowi Przybyszewskiemu. Jest napisany klasyczną tercyną, czyli zwrotką trójwersową pochodzenia włoskiego rymowaną łańcuchowo: aba bcb cdc..., znaną z Boskiej komedii Dantego Alighieri. Strofa ta była bardzo popularna w okresie Młodej Polski. Poemat Lotos nawiązuje do filozofii indyjskiej i pism Artura Schopenhauera.
Ojczyzno moja, ziemio moja święta,
od gór podniebnych do morza przeźroczy,
jak ogród kwiatów przewonny, rozpięta!
Przymykam senne od łez dawnych oczy:
znowu mi płacze twoich puszcz muzyka,
znowu cię widzę, kraju mój uroczy!
Oto jest Ganges, modrych wód władyka!
Słońce, bóg świata, jasny obraz Brahmy,
na śnieżnych szczytach kładzie się i znika...